# Psettodidae

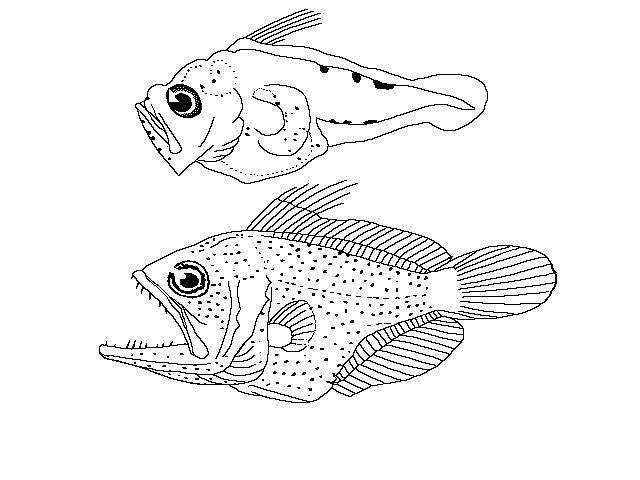
Giai đoạn muộn của cá bột loài Psettodes erumei

Họ Cá bơn ngộ hoặc họ Cá bơn chó (danh pháp khoa học: Psettodidae) là một họ thuộc bộ Cá thân bẹt (Pleuronectiformes). Chúng có kích thước khá lớn và là một nhóm cá thân bẹt tương đối cổ so với các thành viên khác trong bộ này. Cá bơn chó sinh sống tại các vùng biển nhiệt đới ở Đông Đại Tây Dương và vùng Ấn Độ Dương - Tây Thái Bình Dương. Họ này bao gồm 1 chi (Psettodes) và 3 loài. "Cá bơn chó" có nhiều gai ở phần vây lưng và vây hậu môn, đây có thể là một đặc điểm cho thấy mối liên hệ tiến hóa giữa cá bơn chó với bộ Cá vược (Perciformes). So với các loài cá thân bẹt khác, cá bơn gai có cơ thể ít bị bất đối xứng hơn, mặc dù chúng cũng có hai mắt nằm trên cùng một mặt bên còn mặt bên kia không có mắt nào.
Tên khoa học của họ này (và chi này) có nghĩa là "giống như cá mú".

## Các loài
- P. belcheri - Cá bơn chó đuôi đốm. Sinh sống ở Đông Đại Tây Dương
- P. bennetti - Cá bơn chó. Sinh sống ở Đông Đại Tây Dương
- P. erumei - Cá bơn ngộ. Sinh sống ở Ấn Độ Dương và Tây Thái Bình Dương, trong đó có vùng biển Việt Nam.